# Tetrallus trinitatis
Tetrallus trinitatis är en skalbaggsart som beskrevs av Thomas Casey 1911. Tetrallus trinitatis ingår i släktet Tetrallus och familjen kortvingar. Inga underarter finns listade i Catalogue of Life.